# Bruno Corà
Bruno Corà (Roma, 20 ottobre 1942) è uno storico dell'arte e critico d'arte italiano.

## Biografia
Inizia la sua carriera di critico e curatore dalla metà degli anni Sessanta a Milano, per proseguire poi a Roma. Dal 1970 collabora con gli Incontri Internazionali d'Arte di Roma per mostre come Contemporanea del 1973. Dal 1976 è giornalista pubblicista, iscritto all'ordine. 
Dal 1979 al 1999 è stato professore e accademico d'onore dell'Accademia di Belle Arti ''Pietro Vannucci'' di Perugia. Ha inoltre insegnato all'Università degli Studi di Cassino dal 1999 al 2006 e, per un breve periodo, all'Università degli Studi di Firenze. 
Presidente della Fondazione Burri, è stato direttore di Palazzo Fabroni Arti visive Contemporanee di Pistoia, del Centro per l'arte contemporanea Luigi Pecci di Prato, del CAMeC - Centro d'arte moderna e contemporanea della Spezia, del Museo d'Arte Moderna e Contemporanea di Lugano nonché docente di Storia dell’arte contemporanea presso l’Università degli Studi di Cassino e del Lazio Meridionale. 
Corà ha curato diverse biennali internazionali d'arte; come quella di Dakar, Gubbio e La Spezia. Ha curato mostre di artisti internazionali come Giuseppe Uncini, Vincenzo Agnetti, Alberto Burri, Louise Nevelson, Yves Klein, Alighiero Boetti, Lucio Fontana, Michelangelo Pistoletto, Fausto Melotti, Enrico Castellani, Luciano Fabro, Giulio Paolini, e Francesco Lo Savio.
Dal 2012 al 2016 ha ideato e diretto la rivista Mozart dedicata all'arte contemporanea e con interventi, nel corso degli anni, di Enrico Castellani, Jannis Kounellis, Bill Viola, Christian Boltanski, Claudio Parmiggiani, Jaume Plensa e molti altri.
Gli oltre trecento saggi critici d’arte contemporanea di cui è autore sono stati pubblicati su monografie, quotidiani e riviste specializzate.
Nel 1975 Joseph Beuys realizza l'opera Bruno Corà - Tee, mettendo del tè in bottiglie di Coca Cola a lui dedicate.
È curatore e direttore artistico del Cassino museo arte contemporanea.

## Alcune opere
- Giulio Paolini. Signore e Signori. Un’opera di Giulio Paolini al Museo di Capodimonte, Milano, Electa (editore), 1988,[22] ISBN 8843525298
- Mario Merz at Museum of Contemporary Art, Los Angeles, Milano, Fabbri Editori 1989[23], ISBN 0914357174.
- Pier Paolo Calzolari, Torino, Hopefulmonster, 2003, ISBN 8877570970.
- Conrad Marca-Relli. Tensioni composte. (Composite tensions), Pisa, Pacini Editore, 2004, ISBN 8877816287.
- Daniel Buren. Cabane éclatée aux 4 Salles, Pistoia, Gli Ori, 2005, ISBN 8873361676.
- Alighiero Boetti. AlighieroeBoetti, Milano, Federico Motta Editore, 2005, ISBN 8871795032.
- Gianni Asdrubali. Spazio frontale, Milano, Prearo editore, 2005[24], ISBN 8873480381.
- Giuseppe Uncini. Catalogo ragionato, Cinisello Balsamo, Silvana Editoriale, 2007, ISBN 9788836610365.
- Jannis Kounellis, Firenze, Il Ponte, 2007.
- Paolo Scheggi, Firenze, Il Ponte, 2007.
- Arnaldo Pomodoro. Grandi opere (1972-2008), Fondazione Arnaldo Pomodoro, 2008, ISBN 8896132010.
- Alberto Burri e Lucio Fontana: Materia e Spazio, Skira, Cinisello Balsamo, 2009, ISBN 9788836615469.[25]
- Mauro Staccioli. Gli anni di cemento 1968-1982, Firenze, Il Ponte, 2012.
- Luciano Fabro, Fernando Melani. Scultura a due voci, Pistoia, Gli Ori, 2012, ISBN 8873365000.
- Louise Nevelson, Milano, Skira, 2013[26], ISBN 8857218538.
- Vincenzo Agnetti. Testimonianza, Pistoia, Gli Ori, 2015, ISBN 8873365698.
- Jan Fabre. Knight of the Night, Pistoia, Gli Ori, 2015, ISBN 8873365833.
- Alberto Burri. Painting, an irreducible presence, Firenze, Forma Edizioni, 2019, ISBN 9788899534967.
- Burri: material poetry, Milano, Skira, 2021, ISBN 978-88-572-4675-8.
- Antonino Bove. L’arte più potente della fisica, Firenze, Forma Edizioni, 2022[27], ISBN 9788855210867.